# Ставело
Ставело (на френски: Stavelot) е град в Югоизточна Белгия, окръг Вервие на провинция Лиеж. Населението му е около 6700 души (2006).